# Reichssicherheitshauptamt
Il Reichssicherheitshauptamt o RSHA (dal tedesco:  Ufficio Centrale per la Sicurezza del Reich) era uno dei sette Hauptämt (dipartimenti principali) in cui si suddividevano le Schutzstaffel (SS); controllando tutto il sistema di polizia e sicurezza della Germania nazista, esercitava un enorme potere e durante la seconda guerra mondiale svolse funzioni di direzione dell'apparato repressivo nazista contro oppositori, resistenti, etnie "nemiche", minoranze ed ebrei.

## Storia
Venne creato da Heinrich Himmler il 27 settembre 1939 attraverso l'unificazione del Sicherheitsdienst (SD, il servizio di intelligence delle SS) e la Sicherheitspolizei (SiPo, la polizia di sicurezza) la quale era formalmente sotto il controllo del Ministro degli Interni. La Sipo era composta da due sotto-dipartimenti, la Geheime Staatspolizei (Gestapo; "Polizia segreta di stato") e la Kriminalpolizei (Kripo; "Polizia criminale"). L'RSHA era responsabile delle operazioni dei servizi segreti in Germania e all'estero, dello spionaggio e del controspionaggio, della lotta contro i crimini politici e i crimini comuni, e del sondaggio dell'opinione pubblica sul regime nazista.
La creazione dell'RSHA ha rappresentato la formalizzazione, a livello superiore, del rapporto in base al quale la SD serviva come agenzia di intelligence per la polizia di sicurezza. Un coordinamento simile esisteva negli uffici locali. All'interno della Germania e delle aree che furono incorporate nel Reich ai fini dell'amministrazione civile, gli uffici locali della Gestapo, della polizia criminale e della SD erano formalmente separati. Nei territori occupati, il rapporto formale tra unità locali della Gestapo, polizia criminale e SD era leggermente più stretto.
Durante tutto il corso dell'espansione territoriale del Reich durante la guerra, l'RSHA continuò a crescere ad un ritmo enorme e fu ripetutamente riorganizzata. La centralità dell'RSHA all'interno della Germania nazista è stata messa in evidenza dagli storici poiché dipartimenti come la Gestapo (all'interno della RSHA) erano controllati da Himmler e dal suo immediato subordinato SS-Obergruppenführer e generale di polizia Reinhard Heydrich ed avevano potere di vita e morte su quasi ogni tedesco ed erano essenzialmente al di sopra della legge.
Il suo primo comandante fu l'SS-Obergruppenführer Reinhard Heydrich, che mantenne la guida fino al suo assassinio, avvenuto nel 1942; il suo successore, l'SS-Obergruppenführer Ernst Kaltenbrunner, mantenne tale incarico fino al termine della guerra. L'RSHA, secondo i progetti di Himmler, in un futuro allora previsto nel 1955, sarebbe stato completamente assorbito, assieme all'Ordnungspolizei, nello Schutzstaatkorps, il corpo di polizia che avrebbe definitivamente fuso la polizia con le SS.

## Organizzazione
L'RSHA era organizzato in sette dipartimenti (o Ämter), ognuno dei quali a sua volta dotato di numerosi sotto-dipartimenti.

### Amt I
Personale, si occupava di tutte le organizzazioni relative al personale della polizia di sicurezza e del Sicherheitsdienst. Fu diretto da Werner Best, Bruno Steckenbach, Erwin Schulz e infine Erich Ehrlinger. Si suddivideva in:
| in lingua tedesca | in lingua italiana |
| --- | --- |
| SS - Schutzstaffel 4. Hauptamt - RSHA - Reichssicherheitshauptamt Amt I - Personalien - I A - Personalabteilung - I A 1 - Allgemeine Personalangelegenheiten - I A 2 - Personalien der GeStaPo (Geheime Staatspolizei) - I A 3 - Personalien der KriPo (Kriminalpolizei) - I A 4 - Personalien des SD (Sicherheitsdienst) - I A 5 - Partei- und SS-Personalien (NSDAP - Nationalsozialistische Deutsche Arbeiterpartei und Schutzstaffel) - I A 6 - Fürsorge - I B - Erziehung, Ausbildung und Schulung - I B 1 - Weltanschauliche Erziehung - I B 2 - Nachwuchs - I B 3 - Lehrplangestaltung der Schulen - I B 4 - Sonstige Lehrpläne - I C - Leibesübungen - I C 1 - Allgemeine Angelegenheiten der Leibesübungen - I C 2 - Körperschulung und militärische Ausbildung - I D - Strafsachen - I D 1 - Dienststrafsachen - I D 2 - SS-Disziplinarsachen (Schutzstaffel) | SS - Squadre di Protezione 4º Dipartimento Principale - RSHA - Dipartimento Centrale della Sicurezza dello Stato Dipartimento I - Personale - I A - Dipartimento del Personale - I A 1 - Questioni Generali del Personale - I A 2 - Personale della GeStaPo (Polizia Segreta di Stato) - I A 3 - Personale della KriPo (Polizia Criminale) - I A 4 - Personale del SD (Servizio di Sicurezza) - I A 5 - Personale del Partito e delle SS (NSDAP - Partito Nazionalsocialista Tedesco dei Lavoratori e Squadre di Protezione) - I A 6 - Cura - I B - Istruzione, Formazione e Addestramento - I B 1 - Educazione Ideologica - I B 2 - Prole - I B 3 - Progettazione del Curriculum Scolastico - I B 4 - Altri Curriculum - I C - Esercizi Fisici - I C 1 - Questioni Generali di Esercizio Fisico - I C 2 - Addestramento Fisico e Addestramento Militare - I D - Materie Penali - I D 1 - Materia Penale Ufficiale - I D 2 - Questioni Disciplinari delle SS (Squadre di Protezione) |

### Amt II
Amministrazione, era di fatto la struttura centrale dell'RSHA. Fu diretto da Werner Best, Rudolf Siegert e Josef Spacil. Si suddivideva in:
| in lingua tedesca | in lingua italiana |
| --- | --- |
| SS - Schutzstaffel 4. Hauptamt - RSHA - Reichssicherheitshauptamt Amt II - Organisation und Recht - II A - Organisation und Recht - II A 1 - Organisation der SiPo und des SD (Sicherheitspolizei und Sicherheitsdienst) - II A 2 - Gesetzgebung - II A 3 - Justizangelegenheiten, Schadensersatzansprüche - II A 4 - Reichsverteidigungsangelegenheiten - II A 5 - Verschiedenes: Feststellung der Volks- und Staatsfeindlichkeit, Vermögenseinziehung, Aberkennung der Staatsangehörigkeit - II B - Grundsatzfragen des Paßwesens und der Ausländerpolizei - II B 1 - Paßwesen I - II B 2 - Paßwesen II - II B 3 - Ausweiswesen und Kennkarten - II B 4 - Grundsatzfragen für Ausländerpolizei und Grenzsicherung - II C a - Haushalt und Wirtschaft der SiPo (Sicherheitspolizei) - II C 1 - Haushalt und Besoldung - II C 2 - Versorung und sächliche Kosten - II C 3 - Unterkunft und Gefangenenwesen - II C 4 - Wirtschaftsstelle - II C b - Haushalt und Wirtschaft des SD (Sicherheitsdienst) - II C 7 - Haushalt und Besoldung des SD (Sicherheitsdienst) - II C 8 - Beschaffung, Versicherung, Verträge, Liegenschaftswesen, Bauwesen und Kraftfahrwesen - II C 9 - Prüfung und Revision - II D - Technische Angelegenheiten - II D 1 - Funk-, Foto- und Filmwesen - II D 2 - Fernschreib- und Fernsprechwesen - II D 3 a - Kraftfahrwesen der SiPo (Sicherheitspolizei) - II D 3 b - Kraftfahrwesen des SD (Sicherheitsdienst) - II D 4 - Waffenwesen - II D 5 - Flugwesen - II D 6 - Bewirtschaftung der technischen Fonds der SiPo und des SD (Sicherheitspolizei und Sicherheitsdienst) | SS - Squadre di Protezione 4º Dipartimento Principale - RSHA - Dipartimento Centrale della Sicurezza dello Stato Dipartimento II - Organizzazione e Diritto - II A - Organizzazione e Diritto - II A 1 - Organizzazione della SiPo e del SD (Polizia di Sicurezza e Servizio di Sicurezza) - II A 2 - Legislazione - II A 3 - Materia Giudiziaria, Richieste di Risarcimento Danni - II A 4 - Affari della Difesa del Reich - II A 5 - Varie: Determinazione dell'Ostilità al Popolo e allo Stato, Confisca dei Beni, Revoca della Nazionalità - II B - Questioni Fondamentali del Sistema dei Passaporti e della Polizia dell'Immigrazione - II B 1 - Passaporti I - II B 2 - Passaporti II - II B 3 - Sistema di Identificazione e Carte di Identificazione - II B 4 - Questioni Fondamentali per la Polizia dell'Immigrazione e la Sicurezza delle Frontiere - II C a - Bilanci ed Economia della SiPo (Polizia di Sicurezza) - II C 1 - Famiglia e Salari - II C 2 - Costi di Forniture e Materiali - II C 3 - Sistema Abitativo e Penitenziario - II C 4 - Ufficio Economico - II C b - Bilanci ed Economia del SD (Servizio di Sicurezza) - II C 7 - Bilanci e Stipendi del SD (Servizio di Sicurezza) - II C 8 - Appalti, Assicurazioni, Contratti, Immobiliare, Edilizia e Automobilismo - II C 9 - Esame e Revisione - II D - Questioni Tecniche - II D 1 - Radio, Fotografia e Cinema - II D 2 - Telescriventi e Sistema Telefonico - II D 3 a - Autoveicoli della SiPo (Polizia di Sicurezza) - II D 3 b - Autoveicoli del SD (Servizio di Sicurezza) - II D 4 - Armi - II D 5 - Velivoli - II D 6 - Gestione dei Fondi Tecnici della SiPo e della SD (Polizia di Sicurezza e Servizio di Sicurezza) |

### Amt III
SD-Sezione tedesca, era un servizio di intelligence che raccoglieva informazioni relative alla politica e al controspionaggio nella Germania nazista. Fu diretto dall'SS-Gruppenführer Otto Ohlendorf. Si suddivideva in:
| in lingua tedesca | in lingua italiana |
| --- | --- |
| SS - Schutzstaffel 4. Hauptamt - RSHA - Reichssicherheitshauptamt Amt III - SD - Sicherheitsdienst - Deutsche Sektion - III A - Fragen der Rechtsordnung und des Reichsaufbaus - III A 1 - Allgemeine Fragen der Lebensgebietsarbeit - III A 2 - Rechtsleben - III A 3 - Verfassung und Verwaltung - III A 4 - Allgemeines Volksleben - III A 5 - (da definire...) - III B - Volkstum - III B 1 - Volkstumsarbeit - III B 2 - Minderheiten - III B 3 - Rasse und Volksgesundheit - III B 4 - Einwanderung und Umsiedlung - III B 5 - Besetzte Gebiete - III C - Kultur - III C 1 - Wissenschaft - III C 2 - Erziehung und religiöses Leben - III C 3 - Volkskultur und Kunst - III C 4 - Presse, Schrifttum und Rundfunk - III D - Wirtschaft - III D 1 - Ernährungswirtschaft - III D 2 - Handel, Handwerk und Verkehr - III D 3 - Industrie und Energiewirtschaft - III D 4 - Arbeits- und Sozialwesen | SS - Squadre di Protezione 4º Dipartimento Principale - RSHA - Dipartimento Centrale della Sicurezza dello Stato Dipartimento III - SD - Servizio di Sicurezza - Sezione Tedesca - III A - Questioni di Ordinamento Giuridico e Costruzione del Reich - III A 1 - Questioni Generali del Lavoro nell'Ambito della Vita - III A 2 - Vita Giuridica - III A 3 - Costituzione e Amministrazione - III A 4 - Vita Popolare in Generale - III A 5 - (da definire...) - III B - Questioni Razziali - III B 1 - Opera delle Quiestioni Razziali - III B 2 - Minoranze - III B 3 - Razza e Salute Pubblica - III B 4 - Immigrazione e Reinsediamento - III B 5 - Territori Occupati - III C - Cultura - III C 1 - Scienza - III C 2 - Educazione e Vita Religiosa - III C 3 - Cultura e Arte Popolare - III C 4 - Stampa, Letteratura e Radiodiffusione - III D - Economia - III D 1 - Economia Alimentare - III D 2 - Commercio, Artigianato e Trasporti - III D 3 - Settore Industria ed Energia - III D 4 - Lavoro e Servizi Sociali |

### Amt IV
La Geheime Staatspolizei, diretta dall'SS-Gruppenführer Heinrich Müller, si occupava dell'eliminazione dei nemici del regime nei lager. Adolf Eichmann (che fu uno dei principali esecutori dell'Olocausto) era a capo dell'ufficio B4 di questo Amt. Si suddivideva in:
| in lingua tedesca | in lingua italiana |
| --- | --- |
| SS - Schutzstaffel 4. Hauptamt - RSHA - Reichssicherheitshauptamt Amt IV - GeStaPo - Geheime Staatspolizei - IV A - Gegnerbekämpfung - IV A 1 - Kommunismus, Marxismus und Nebenorganisationen, Kriegsdelikte, illegale und Feindpropaganda - IV A 2 - Sabotageabwehr, Sabotagebekämpfung, Politisch-polizeiliche Abwehrbeauftragte, Politisches Fälschungswesen - IV A 3 - Reaktion, Opposition, Legitimismus, Liberalismus, Emigranten, Heimtücke-Angelegenheiten - soweit nicht IV A 1 - IV A 4 - Schutzdienst, Attentatsmeldung, Überwachungen, Sonderaufträge, Fahndungstrupp - IV B - Sekten - IV B 1 - Politischer Katholizismus - IV B 2 - Politischer Protestantismus, Sekten - IV B 3 - Sonstige Kirchen, Freimaurerei - IV B 4 - Judenangelegenheiten, Räumungsangelegenheiten - IV C - Karteiwesen - IV C 1 - Auswertung, Hauptkartei, Personenaktenverwaltung, Auskunftstelle, A-Kartei, Ausländerüberwachung, Zentrale Sichtvermerkstelle - IV C 2 - Schutzhaftangelegenheiten - IV C 3 - Angelegenheiten der Presse und des Schrifttums - IV C 4 - Angelegenheiten der Partei und ihrer Gliederungen - IV D - Besetzte Gebiete - IV D 1 - Protektoratsangelegenheiten, Tschechen im Reich - IV D 1 (a) - 1. Београдски Cпецијални Борбени Oдред ГеCтаПоа / Српски Гестапо (1. Beogradski Specijalni Borbeni Odred GeStaPoa / Srpski GeStaPo) - IV D 2 - Gouvernementsangelegenheiten, Polen im Reich - IV D 3 - Vertrauensstellen, Staatsfeindliche Ausländer - IV D 4 - Besetzte Gebiete: Frankreich, Luxemburg, Elsaß und Lothringen, Belgien, Holland, Norwegen, Dänemark - IV D 5 - Besetzte Gebiete Ost - IV E - Abwehr {che raccoglieva l'eredità del passato Abwehr, disciolto dopo l'Attentato a Hitler del 20 luglio 1944.} - IV E 1 - Allgemeine Abwehrangelegenheiten, Erstattung von Gutachten in Hoch- und Landesverratssachen, Werkschutz und Sewachungsgewerbe - IV E 2 - Allgemeine Wirtschaftsangelegenheiten, Wirtschaftsspionageabwehr - IV E 3 - Abwehr West - IV E 4 - Abwehr Nord - IV E 5 - Abwehr Ost - IV E 6 - Abwehr Süd - IV F - Grenz- und Beschränkenpolizei - IV F 1 - Grenzpolizei - IV F 2 - Paßwesen - IV F 3 - Kennkarten - IV F 4 - Beschränkenpolizei - IV F 5 - Zentrale Identifizierungsstelle | SS - Squadre di Protezione 4º Dipartimento Principale - RSHA - Dipartimento Centrale della Sicurezza dello Stato Dipartimento IV - GeStaPo - Polizia Segreta di Stato - IV A - Lotta Contro il Nemico - IV A 1 - Comunismo, Marxismo e Organizzazioni Sussidiarie, Crimini di Guerra, Propaganda Illegale e Nemica - IV A 2 - Difesa dal Sabotaggio, Lotta al Sabotaggio, Agenti del Controspionaggio Politico-Poliziesco, Contraffazione Politica - IV A 3 - Reazione, Opposizione, Legittimismo, Liberalismo, Emigranti, Tradimenti - fino a IV A 1 - IV A 4 - Servizio di Protezione, Rapporto di Attacco, Sorveglianza, Ordini Speciali, Squadra di Ricerca - IV B - Sette - IV B 1 - Cattolicesimo Politico - IV B 2 - Protestantesimo Politico, Sette - IV B 3 - Altre Chiese, Massoneria - IV B 4 - Affari Ebraici, Questioni di Sfratto - IV C - Sistema di Schedatura - IV C 1 - Valutazione, Fascicolo Principale, Gestione Fascicolo Personale, Centro Informazioni, Fascicolo A, Monitoraggio degli Stranieri, Ufficio Centrale Visti - IV C 2 - Questioni di Custodia Protettiva - IV C 3 - Affari di Stampa e Letteratura - IV C 4 - Affari del Partito e delle sue Sezioni - IV D - Territori Occupati e Lavoratori Stranieri - IV D 1 - Affari del Protettorato, Cechi nell'Impero - IV D 1 (a) - 1º Distaccamento di Combattimento Speciale di Belgrado della GeStaPo / GeStaPo Serba - IV D 2 - Affari di Governo, la Polonia nel Reich - IV D 3 - Enti Fiduciari, Stranieri Ostili - IV D 4 - Territori Occupati: Francia, Lussemburgo, Alsazia e Lorena, Belgio, Olanda, Norvegia, Danimarca - IV D 5 - Territori Occupati dell'Est - IV E - Controspionaggio {che raccoglieva l'eredità del passato Abwehr, disciolto dopo l'Attentato a Hitler del 20 luglio 1944.} - IV E 1 - Questioni Generali di Difesa (Controspionaggio), Rendicontazione nei Casi di Alto Tradimento e Tradimento, Sicurezza degli Impianti e Servizi di Vigilanza - IV E 2 - Affari Economici Generali, Controspionaggio Economico - IV E 3 - Difesa (Controspionaggio) Ovest - IV E 4 - Difesa (Controspionaggio) Nord - IV E 5 - Difesa (Controspionaggio) Est - IV E 6 - Difesa (Controspionaggio) Sud - IV F - Polizia di Frontiera e di Confine - IV F 1 - Polizia di Frontiera - IV F 2 - Passaporti - IV F 3 - Carte di Identificazione - IV F 4 - Polizia di Confine - IV F 5 - Ufficio Centrale di Identificazione |

### Amt V
Reichskriminalpolizei, si occupava di crimini comuni. Fu diretto dall'SS-Gruppenführer Arthur Nebe. Si suddivideva in:
| in lingua tedesca | in lingua italiana |
| --- | --- |
| SS - Schutzstaffel 4. Hauptamt - RSHA - Reichssicherheitshauptamt Amt V - KriPo - Reichskriminalpolizei - V A - Kriminalpolitik und Vorbeugung - V A 1 - Rechtsfragen, internationale Zusammenarbeit und Kriminalforschung - V A 2 - Vorbeugung - V A 3 - Weibliche Kriminalpolizei - V B - Einsatz - V B 1 - Kapitalverbrechen - V B 2 - Betrug - V B 3 - Sittlichkeitsverbrechen - V C - Erkennungsdienst und Fahndung - V C 1 - Reichserkennungsdienstzentrale - V C 2 - Fahndung - V D - Kriminaltechnisches Institut der SiPo (Sicherheitspolizei) - V D 1 - Spurenidentifikation - V D 2 - Chemie und Biologie - V D 3 - Urkundenprüfung | SS - Squadre di Protezione 4º Dipartimento Principale - RSHA - Dipartimento Centrale della Sicurezza dello Stato Dipartimento V - KriPo - Polizia Criminale del Reich - V A - Criminalità Politica Criminale e Prevenzione - V A 1 - Questioni Giuridiche, Cooperazione Internazionale e Ricerca Criminale - V A 2 - Prevenzione - V A 3 - Polizia Criminale Femminile - V B - Missioni - V B 1 - Delitti Capitali - V B 2 - Frode - V B 3 - Delitti morali - V C - Servizio di Identificazione e Ricerca - V C 1 - Centro Servizi Riconoscimento del Reich - V C 2 - Caccia all'Uomo - V D - Istituto Tecnico Penale della SiPo (Polizia di Sicurezza) - V D 1 - Identificazione delle Tracce - V D 2 - Chimica e Biologia - V D 3 - Verifica dei Documenti |

### Amt VI
SD-Sezione estera, era un servizio di spionaggio, i cui membri operavano in paesi stranieri. Fu diretto dall'SS-Brigadeführer Heinz Jost, e da Walter Schellenberg. Si suddivideva in:
| in lingua tedesca | in lingua italiana |
| --- | --- |
| SS - Schutzstaffel 4. Hauptamt - RSHA - Reichssicherheitshauptamt Amt VI - SD - Sicherheitsdienst - Ausländ Sektion - VI A - Allgemeine auslandsnachrichtendienstliche Aufgaben - Beauftragter des Amtes VI für die Nachprüfung aller nachrichtendienstlichen Verbindungen einschließlich der Sicherung der Verbindungs- und Kurierwege und des Einsatzes der nachrichtendienstlichen Mittel des Amtes VI im In- und Ausland - Beauftragter des Amtes VI für die Überprüfung und Sicherung der den SD-(Leit)Abschnitten gestellten Auslandsaufgaben - Beauftragter I (West) für die SD-(Leit)Abschnitte: Münster, Aachen, Bielefeld, Dortmund, Köln, Düsseldorf, Koblenz, Kassel, Frankfurt/M., Darmstadt, Neustadt, Karlsruhe, Stuttgart - Beauftragter II (Nord) für die SD-(Leit)Abschnitte: Bremen, Braunschweig, Lüneburg, Hamburg, Kiel, Schwerin, Stettin, Neustettin - Beauftragter III (Ost) für die SD-(Leit)Abschnitte: Danzig, Königsberg, Allenstein, Tilsit, Thorn, Posen, Hohensalza, Litzmannstadt, Breslau, Liegnitz, Oppeln, Kattowitz, Troppau, Generalgouvernement - Beauftragter IV (Süd) für die SD-(Leit)Abschnitte: Wien, Graz, Innsbruck, Klagenfurt, Linz, Salzburg, München, Augsburg, Bayreuth, Nürnberg, Würzburg, Prag - Beauftragter V (Mitte) für die SD-(Leit)Abschnitte: Berlin, Potsdam, Frankfurt/O., Dresden, Halle, Leipzig, Chemnitz, Dessau, Weimar, Magdeburg, Reichenberg, Karlsbad - VI B - Deutsch-italienisches Einflußgebiet in Europa, Afrika und dem Nahen Osten - VI C - Osten, Russisch-japanisches Einflußgebiet - VI D - Westen, Englisch-amerikanisches Einflußgebiet - VI E - Erkundung weltanschaulicher Gegner im Ausland - VI F - Techn. Hilfsmittel für den Nachrichtendienst im Ausland | SS - Squadre di Protezione 4º Dipartimento Principale - RSHA Dipartimento Centrale della Sicurezza dello Stato Dipartimento VI - SD - Servizio di Sicurezza - Sezione Estera - VI A - Compiti Generali di Intelligence Estera - Rappresentante del Dipartimento VI per la Revisione di tutti i Collegamenti di Intelligence, compresa la Sicurezza delle Vie di Comunicazione e dei Corrieri e l'Uso delle Risorse di Intelligence del Dipartimento VI in Patria e all'Estero - Rappresentante del Dipartimento VI per il Controllo e la Sicurezza dei Compiti Esteri Assegnati alle Sezioni SD (Capofila) - Rappresentante I (Ovest) per le Sezioni SD (Capofila): Münster, Aachen, Bielefeld, Dortmund, Köln, Düsseldorf, Koblenz, Kassel, Frankfurt/M., Darmstadt, Neustadt, Karlsruhe, Stuttgart - Rappresentante II (Nord) per le Sezioni SD (Capofila): Bremen, Braunschweig, Lüneburg, Hamburg, Kiel, Schwerin, Stettin, Neustettin - Rappresentante III (Est) per le Sezioni SD (Capofila): Danzig, Königsberg, Allenstein, Tilsit, Thorn, Posen, Hohensalza, Litzmannstadt, Breslau, Liegnitz, Oppeln, Kattowitz, Troppau, Generalgouvernement - Rappresentante IV (Sud) per le Sezioni SD (Capofila): Wien, Graz, Innsbruck, Klagenfurt, Linz, Salzburg, München, Augsburg, Bayreuth, Nürnberg, Würzburg, Prag - Rappresentante V (Centro) per le Sezioni SD (Capofila): Berlin, Potsdam, Frankfurt/O., Dresden, Halle, Leipzig, Chemnitz, Dessau, Weimar, Magdeburg, Reichenberg, Karlsbad - VI B - Area di Influenza Italo-Tedesca in Europa, Africa e Medio Oriente - VI C - Est, Area di Influenza Russo-Giapponese - VI D - Ovest, Area di Influenza Anglo-Americana - VI E - Esplorazione degli Avversari Ideologici all'Estero - VI F - Aiuti Tecnici ai Servizi di Intelligence all'Estero |

### Amt VII
Ricerca ideologica. Il dipartimento svolgeva multiple attività: di ricerca storica; di monitoraggio, di eventuale repressione, di coloro che in modo palese o velato facevano opposizione culturale al nazismo. Vi confluì il gruppo "H-Sonderauftrag" che, dal 1935 e in connessione  con l'Ahnenerbe, documentava la storia medievale e moderna della "Caccia alle Steghe" nei territori di lingua tedesca. La direzione era affidata all'SS-Oberführer Franz Six, docente di scienze politiche all'Università di Berlino. Si suddivideva in:
| in lingua tedesca | in lingua italiana |
| --- | --- |
| SS - Schutzstaffel 4. Hauptamt - RSHA - Reichssicherheitshauptamt Amt VII - Ideologische Forschung - VII A - Materialerfassung - VII A 1 - Bibliothek - VII A 2 - Berichterstattung, Übersetzungsdienst, Sichtung und Verwertung von Pressematerial - VII A 3 - Auskunftei und Verbindungsstelle - VII B - Auswertung - VII B 1 - Freimauererei und Judentum - VII B 2 - Politische Kirchen - VII B 3 - Marxismus - VII B 4 - Andere Gegnergruppen - VII B 5 - Wissenschaftliche Einzeluntersuchungen zu Inlandsproblemen - VII B 6 - Wissenschaftliche Einzeluntersuchungen zu Auslandsproblemen - VII C - Archiv, Museum und wissenschaftliche Sonderaufträge - VII C 1 - Archiv - VII C 2 - Museum - VII C 3 - Wissenschaftliche Sonderaufträge | SS - Squadre di Protezione 4º Dipartimento Principale - RSHA - Dipartimento Centrale della Sicurezza dello Stato Dipartimento VII - Ricerca Ideologica - VII A - Registrazione del Materiale - VII A 1 - Biblioteca - VII A 2 - Reporting, Servizio di Traduzione, Visione e Utilizzazione di Materiale di Stampa - VII A 3 - Agenzia d'Informazione e Ufficio di Collegamento - VII B - Valutazione - VII B 1 - Massoneria ed Ebraismo - VII B 2 - Politiche Ecclesiastiche - VII B 3 - Marxismo - VII B 4 - Altri Gruppi Nemici - VII B 5 - Studi Scientifici Individuali su Problemi Interni - VII B 6 - Studi Scientifici Individuali su Problemi esteri - VII C - Archivio, Museo e Incarichi Speciali di Carattere Scientifico - VII C 1 - Archivio - VII C 2 - Museo - VII C 3 - Incarichi Speciali di Carattere Scientifico |

## Ruolo nell'Olocausto
L'RSHA controllava i servizi di sicurezza della Germania nazista e del Partito nazista (NSDAP). Le sue attività includevano la raccolta di informazioni, le indagini criminali, la supervisione degli stranieri, il monitoraggio dell'opinione pubblica e l'indottrinamento, nonché combattere i "nemici" all'interno e fuori dal Reich. L'elenco dei "nemici" comprendeva ebrei, comunisti, massoni, pacifisti e attivisti cristiani. Oltre a trattare con nemici identificati, la RSHA sosteneva politiche espansionistiche per il Reich e la germanizzazione di territori aggiuntivi attraverso l'insediamento. Il Generalplan Ost (Piano Generale Est), il piano segreto ideato per la colonizzazione dell'Europa centrale e Orientale esclusivamente con tedeschi, spostando gli abitanti nel processo attraverso il genocidio e la pulizia etnica al fine di ottenere sufficiente Lebensraum, ha avuto origine da funzionari della RSHA, tra le altre organizzazioni della Germania nazista.
L'RSHA era particolarmente interessata alle questioni razziali. Nel 1937 Adolf Eichmann affermò che "la rabbia del popolo espressa nei disordini [era] il mezzo più efficace per derubare gli ebrei di un senso di sicurezza". Un ordine emesso dall'RSHA il 20 maggio 1941 dimostra apertamente la sua totale complicità per lo sterminio sistematico degli ebrei; l'ordine includeva istruzioni per bloccare l'emigrazione di tutti gli ebrei che tentavano di lasciare il Belgio o la Francia come parte del "imminente soluzione finale della questione ebraica".